# Paul Legrand
Pour les articles homonymes, voir Legrand.
Paul Legrand, né Charles Dominique Martin Legrand le 4 janvier 1816 à Saintes et mort le 16 avril 1898 à Paris 10e, est un célèbre mime qui transforma le Pierrot de son prédécesseur Jean-Gaspard Deburau pour en faire le personnage larmoyant et sentimental familier à ses admirateurs après le XIXe siècle.
Il fut le premier des mimes parisiens de cette époque (avant son rival Charles Deburau) à se produire hors de France, à l'Adelphi Theatre de Londres durant l'été 1847, puis après ses triomphes aux Folies-Nouvelles au milieu du siècle, au Caire et à Rio de Janeiro.
Dans les dernières années du siècle, il fut membre du Cercle Funambulesque, une société théâtrale qui faisait la promotion d'œuvres inspirées par la Commedia dell'arte, particulièrement la pantomime. L'année de sa mort marque aussi celle de la fin de l'existence du cercle.

## Biographie
Comme Deburau père, il était de modeste extraction, fils d'un épicier de Saintes, mais contrairement à lui, dont la vocation semble avoir été choisie par son père, il fut attiré dès sa jeunesse sur les scènes parisiennes par son amour du théâtre. Il fit ses débuts en 1839 au Concert Bonne-Nouvelle ; sa seule ambition, selon son biographe « J.M. », « était, à cette époque de naïveté, de jouer les amoureux au vaudeville. » Lorsqu'il signa plus tard la même année au Théâtre des Funambules, ce fut pour jouer le « comique » des vaudevilles et Léandre, l'amoureux des pantomimes. Mais c'était Pierrot qui répondait le mieux à ses attentes, selon le biographe de Deburau Tristan Rémy, et après avoir étudié le maître une demi-douzaine d'années, il apparut dans ce rôle en 1845, probablement dans les nombreuses reprises de vieilles pantomimes. À la mort de Deburau en 1846, Legrand porta sa blouse blanche dans toutes les nouvelles pièces.
L'année suivante, le fils de Deburau, Jean-Charles (ou « Charles », comme il préférait [1829–1873]), fit aussi ses débuts en Pierrot aux Funambules, et leur directeur, Constant Billon, au lieu de chercher à harmoniser leurs talents distincts, cultiva leur rivalité. Legrand quitta pour cette raison les Funambules en 1853, traversant simplement le boulevard du Crime pour jouer aux Folies-Concertantes (après quelques mois, ce théâtre subit une rénovation et rouvrit sous le nom de Folies-Nouvelles, aujourd'hui le Théâtre Déjazet). Legrand y demeura jusqu'en 1859, et y suscita l'admiration du public. Lorsque le théâtre changea de main, avec un nouveau directeur peu incliné vers la pantomime, Legrand commença une carrière itinérante : deux ans au Brésil, une longue période à l'Alcazar de Bordeaux (1864–1870), puis, en 1870, une tournée en Égypte et un passage à Marseille. De retour à Paris après la guerre franco-allemande et la Commune, il se produisit pendant huit ans au Tertulia, un café-spectacle bien éloigné du lustre des anciennes Folies-Nouvelles. Il passa les deux dernières années de sa carrière (1886–1887) au Théâtre-Vivienne, destiné surtout aux enfants.
Durant sa retraite, Legrand publia un volume de ses pantomimes et soutint le Cercle Funambulesque, fondé en 1888. Il apparut en Pierrot dans son premier programme — dans un « prologue » en vers de Jacques Normand avec une musique d'Auguste Chapuis — et dans le troisième, dans une de ses propres pièces, Pierrot bureaucrate. Mais à soixante-douze ans, il participait surtout au Cercle comme spectateur, de plus jeunes mimes reprenant son rôle.
Il est inhumé le 19 avril 1898 au cimetière du Père-Lachaise (36e division),.

## La pantomime

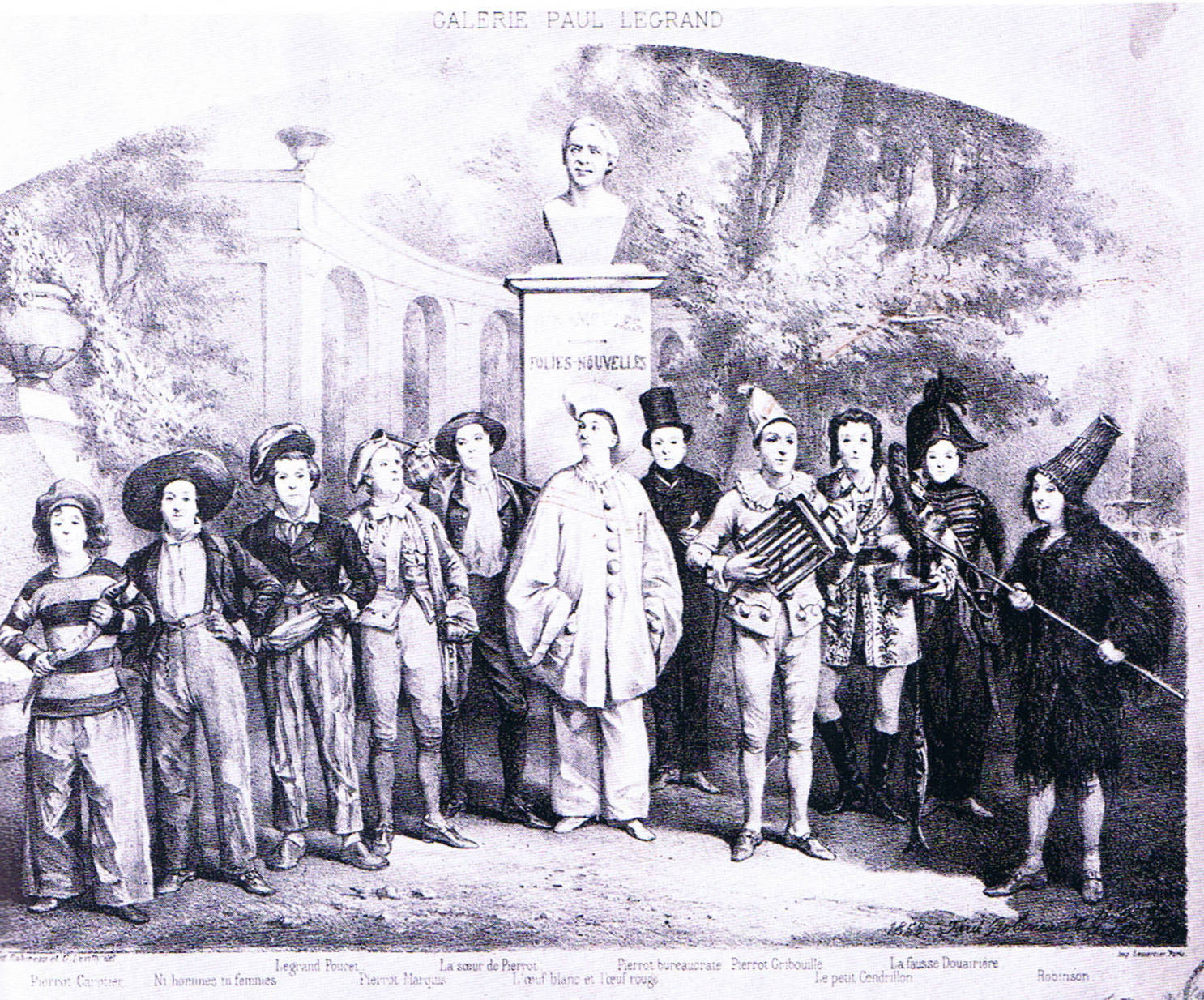
F. Robineau and G. Levilly : Galerie Paul Legrand (1858) : Legrand dans les costumes de ses rôles les plus mémorables aux Funambules et aux Folies-Nouvelles.

Le physique de Legrand semblait aux admirateurs de son prédécesseur peu adapté à la pantomime. Charles Deburau a dit à son sujet au mime Séverin qu'il était trop trapu, son torse et ses bras trop courts, son visage trop gros et trop rond pour un mime ; il manquait d'élégance et de grâce. L'écrivain Théophile Gautier, dans une critique de La Gageure joué par Legrand aux Funambules en 1846, regrettait aussi « cette musculature inhabituellement longue des jambes et des bras – naturelle chez certains mimes, acquise par les autres au prix d'un long travail — qui autorisait Mazurier et Ravel à exécuter leurs sauts étonnants », et il conseillait des leçons dans « l'art difficile (...) de donner et de recevoir des coups. » Mais Legrand avait été formé dans le rôle de l'amoureux Léandre, pas dans celui de l'acrobatique Zanni ; il apportait à son Pierrot une sensibilité dramatique et romantique. Et bientôt Gautier commença à apprécier la différence : quand Legrand apparut en 1847 dans Pierrot marquis, une pantomime de Champfleury, Gautier le compara, pour l'étendue et la finesse de son jeu, au grand acteur comique Hugues Bouffé : « autant il est humble, piteux, mélancolique, gourmand, patelin, sournois, attachant, et hypocrite dans la première partie de la pièce, autant il est arrogant, insolent, méprisant — un vrai marquis de Moncade — dans la seconde. Quelle vérité sans précédent, quelle profondeur d'observation (...). » Ce n'était pas la musculature, mais le masque qui était important pour Legrand, comme Gautier s'en rendit compte progressivement : « Combien de nuances de sentiment », écrit-il au sujet de la prestation de Legrand dans Les Brigands pour rire (1857), « combien d'idées il évoque sous cette épaisse couche de farine qui lui sert de masque! »
Les plus grands succès de Deburau avaient eu lieu dans la « pantomime-féerie », qui présentait des actions frénétiques (parfois violentes) dans un pays imaginaire de transformations, de ruses et de triomphes. Les talents de Legrand se trouvaient ailleurs. C'est dans les drames subtils, voire touchants, de son Pierrot qu'il avait trouvé sa voie, et dans la pantomime « réaliste » qu'il excellait. Aux Folies-Nouvelles, il atteignit sa maturité artistique, comme le suggère une autre critique de Gautier. Elle porte sur Pierrot Dandin, écrit par Legrand et Charles Bridault, musique de Jules Bovéry (1854) :

« (...) ce qui doit absolument être vu, c'est Paul Legrand dans Pierrot Dandin. Nous doutons que Tiercelin, qui a joué des colporteurs si bien qu'on dit qu'il aurait pu être transféré parmi les cordonniers, ait jamais été meilleur à dessiner sur sa main, à manier le couteau et l'alène, à tailler une semelle, à clouer une pièce de cuir sur un cadre : on penserait vraiment qu'il n'a rien fait d'autre de sa vie. — Mais là où il est superbe, c'est dans la scène dans laquelle, de retour chez lui avec une robe, un petit châle et un chausson aux pommes qu'il rapporte pour sa femme, il découvre le nid conjugal déserté et, à la place de l'épouse infidèle, une lettre révélant que Madame Pierrot est parti avec le séducteur Léandre. Il doit en effet être difficile de faire pleurer  quand on porte une petite calotte noire, quand on présente un visage couvert de farine et un costume ridicule. Et bien ! Paul Legrand exprime sa tristesse d'une façon si naïve, si vraie, si touchante et si profondément ressentie que la poupée disparaît, laissant seulement l'homme. Dans les corbeilles, les plus légères écervelés oublient de faire courir leur langue sur leurs bâtons de sucre d'orge vert et étouffent leurs sanglots derrière leurs mouchoirs brodés. »

Legrand était si attaché à sa conception du personnage — sensible et vulnérable, le cœur à découvert — que lorsqu'il figurait dans une pantomime qui rappelait Deburau, il l'infléchissait pour la faire sienne. Le Pierrot bureaucrate de Pol Mercier (1856, musique de J. Bovéry) était conçu comme un coquin et un tire-au-flanc :

« Dans le bureau de l'administration d'une compagnie de chemins de fer, Pierrot est un employé très paresseux et très inefficace. Il passe tout son temps à distraire ses collègues et à leur jouer des quantités de petits tours. Il mange le déjeuner de l'un, il boit la petite carafe de vin d'un autre. »

C'est ce que dit le scénario ; ce qui suit est la critique de la pièce par Gautier :

« (...) la vue de cette pantomime a rempli notre âme de mélancolie. Quoi ! Pierrot, à qui on empruntait jadis une plume — « pour écrire un mot » — et qui la prêtait si volontiers, n'y voyant pas lui-même le moindre intérêt, a été réduit par la misère des temps à la faire courir du matin au soir sur de vieux documents moisis ! (...) Pierrot ! n'osant plus porter sa blouse blanche et ses larges pantalons ! Pierrot dans un habit noir ! Et quel habit noir ! élimé, serré, fripé par l'âge aux poignets, ses coutures noircies à l'encre : un parfait poème de misère respectable ! — Quand il s'assied, quel angle pitoyable font ses genoux ! Comme ses coudes sont pointus ! Quel regard noir est dans ce visage pâle et couvert de farine ! Voilà ce qu'est devenu le joyeux Pierrot de la pantomime. Pierrot a une profession ; Pierrot est employé. On lui a fait comprendre qu'un siècle aussi sérieux que le nôtre ne souffrira pas l'oisif! »

La remarque de Gautier sur l'habit noir de Legrand indique autre chose à son sujet : il était aussi à l'aise dans les personnages en costume (Deburau en avait lancé l'habitude) qu'il l'était dans la blouse de Pierrot. Gautier était ambivalent à ce sujet : la « véracité » du jeu de Legrand était sans précédent, mais on pouvait se demander dans quelle mesure elle était la bienvenue pour le spectateur encore enchanté par la féerie du théâtre de Deburau : « Par la vertu de la vraisemblance de son jeu », écrit Gautier, Legrand « transforme le type fantastique en personnage humain, dont le visage blanc apparaît comme une surprise. Il abandonne même souvent la blouse et le pantalon de toile, ne conservant que le masque de plâtre, de manière à représenter des êtres qui soient plus réels. » Le « réalisme » de la pantomime de Legrand marquait un retournement dramatique — et pour certains dérangeant — dans le sort de Pierrot.

## Le mouvement réaliste et les Folies-Nouvelles

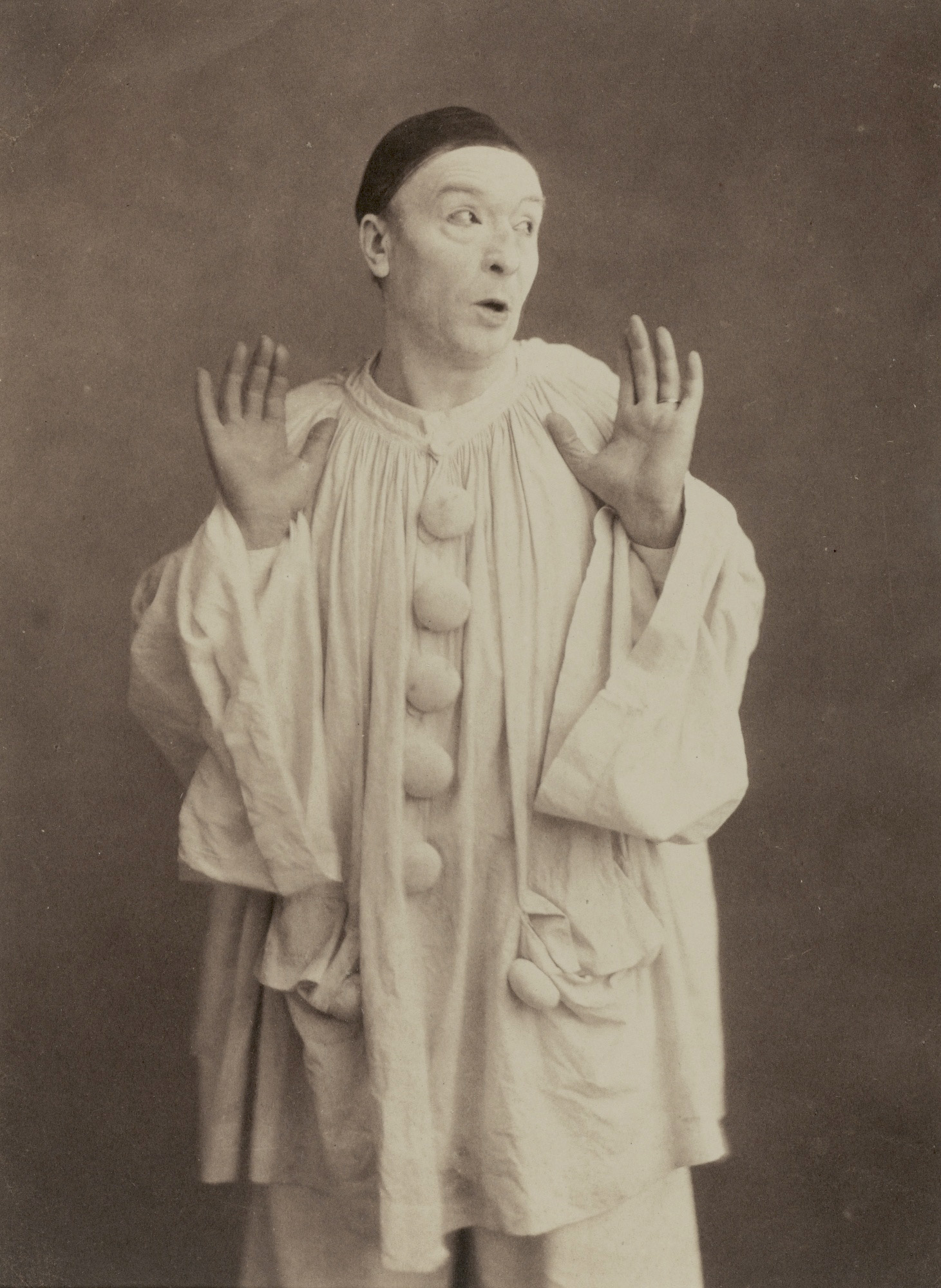
Paul Legrand en Pierrot, photographie de Nadar, vers 1855.

D'un certain point de vue, cette évolution de Pierrot était inévitable. Les Folies-Nouvelles n'étaient pas les Funambules et ses administrateurs, Louis Huart et Marie-Michel Altaroche, étaient loin d'être des illettrés. Les rénovateurs des Folies avaient eu l'intention de transporter leurs spectateurs dans un élégant « petit théâtre à Naples ou à Venise » sans lésiner sur les détails luxueux, et ses deux directeurs contribuaient activement à la vie littéraire et journalistique de l'époque. Leur but était d'attirer un public exigeant et éclairé, et pour le public éclairé du début des années 1850, le style en vogue était le réalisme (et son corollaire, la satire). Avant même le départ de Legrand des Funambules, le pionnier du réalisme Champfleury s'était lancé dans une réforme de la pantomime « pour réaliser pour l'art du mime ce que Diderot avait fait pour la comédie — c'est-à-dire une pantomime bourgeoise ». Son Pierrot marquis de 1847 marqua le début de la révolution de la pantomime, comme Gautier le comprit immédiatement, en écrivant que sa première « ouvrait une nouvelle ère dans la poésie des Funambules » :

« M. Champfleury donne à la blancheur allégorique de Pierrot une cause entièrement physique : c'est la farine du moulin [où il travaille] qui est saupoudrée sur le visage de ce pâle et mélancolique personnage. On ne peut trouver un moyen plus plausible de donner de la probabilité à ce blanc fantôme (...) : il est clair que l'ère de l'art catholique se ferme pour la pantomime et que l'ère de l'art protestant commence. L'autorité et la tradition  n'existent plus ; la doctrine de l'enquête indépendante est prête à porter ses fruits. Adieu les formules naïves, les barbarismes byzantins, les caractères impossibles : l'analyse ouvre son scalpel et va commencer ses dissections »

C'est sans aucun doute cette invitation à « l'enquête indépendante », ainsi que les louanges dithyrambiques de la prestation de Legrand par Gautier, qui incitèrent tant d'artistes et d'écrivains à collaborer avec le mime. Parmi les contributeurs des pantomimes de Legrand aux Folies-Nouvelles, on trouve le poète Fernand Desnoyers, les compositeurs Charles-François Plantade et Jules Bovéry, le peintre Hippolyte Ballue et plusieurs disciples bien connus du réalisme, particulièrement sous ses formes satirique et caricaturale, le caricaturiste Cham, Jean-Pierre Dantan, sculpteur de statuettes caricaturales, Gaspard-Félix Tournachon, dit Nadar, et bien sûr Champfleury lui-même. Même Gustave Flaubert écrivit une pantomime pour Legrand, bien qu'elle soit rejetée par Huart et Altaroche (apparemment au motif qu'elle n'était pas assez réaliste).
Comme le réalisme et la satire, la parodie était la bienvenue aux Folies-Nouvelles. En 1858, l'opéra de Donizetti Lucrèce Borgia fut égratigné dans À Venise, ou Poignard, potence et mort-aux-rats de Legrand et Bridault. Parmi les personnages, on trouvait Pierrotini (Legrand), « de noble race mais très maladroit », Caliborgna, « ainsi nommé à cause d'une hallebarde plantée dans son œil et oubliée » et Gros-Bêta, « vilain, sans manières d'aucune sorte ». Legrand n'était pas au-dessus de se moquer de lui-même, comme il le fit dans Le Petit Cendrillon (1857) ou dans Le Grand Poucet (1858), dont le titre comique avertissait le public de son autodérision. On pourrait même dire que vers la fin de son séjour aux Folies-Nouvelles, Legrand se trouvait à la limite d'une sorte de décadence de la pantomime. Storey décrit ainsi une pièce de sa dernière année dans ce théâtre :

« Dans Les Folies-Nouvelles peintes par elles-mêmes de Bridault (1858), qui annonçait la réouverture du théâtre après les rénovations estivales de la salle, le concierge de l'établissement, un certain Père Pétrin, invoque la muse de la pantomime de sa scène. C'est à elle, remarque-t-il, que le public doit son plaisir, elle qui inspire ses auteurs « dans le simple but d'attendrir l'esprit et le cœur ». Il cite comme exemple de cette inspiration les maximes qui concluent Pierrot millionnaire [1857] et Le Petit Cendrillon : « L'argent ne fait pas le bonheur ! » et « Les bottes polies font les bons maris ! ». La muse répond : « Vous êtes caustique, Père Pétrin! » »

Mais apparemment Legrand revint de ce cynisme, car quand Pierrot, incarné par des mimes plus jeunes, franchit les limites qui l'empêchaient de violer sa propre naïveté, il protesta. Après avoir remporté un certain succès avec Pierrot assassin de sa femme (1881), une pantomime où un Pierrot sans illusion chatouille Colombine à mort, le jeune Paul Margueritte interrogea Legrand, alors un artiste âgé, dont les triomphes aux Folies-Nouvelles étaient loin derrière lui. Son accueil fut froid. « Le macabre, le terrible » note Margueritte dans ses mémoires, Le Printemps tourmenté, « Paul Legrand ne le tolérait que par accident, rapidement évacué par la féérie et le rêve ». Et c'est le vieux Pierrot de Legrand, non souillé par le crime et la désillusion, qui devait survivre au XXe siècle.

## Exemple de pantomime:Le Rêve de Pierrot
Pierrot entre portant des journaux et une poupée. Les journaux pour lui-même, la poupée pour sa petite fille, qui dort dans la pièce voisine. Ayant vérifié qu'elle dort, il ne veut pas la déranger et se plonge dans la lecture de ses journaux qui, après l'avoir rempli d'horreur, finissent par l'endormir lui aussi. Il fait un rêve. Pierrot, maintenant somnambule, se lève, prend la carafe, où son regard halluciné voit un excellent Tokay, et boit rasade après rasade. Un peu ivre, il s'empare de la poupée, croyant que c'est sa fille ; il la berce pour la rendormir, caresse son petit visage et ses cheveux et, de plus en plus impatienté par sa difficulté pour la déshabiller pour la nuit, il la jette sur le sol.
Stupéfaction ! Il pense qu'il a tué son enfant. Il se précipite vers le jouet inerte et, en proie à un violent désespoir, essaie de la rappeler à la vie.
En vain. Pierrot tente alors de se tuer à son tour. Il hésite entre différents moyens, le poison, un nœud coulant, etc. Il se frappe avec un sabre ; la lame entre et lui ressort derrière l'épaule. Il prend alors un pistolet, décroche le miroir du mur, le place contre la carafe, se place de manière à se voir lui-même dans le miroir. Le coup part et Pierrot s'écroule, se croyant mort. Quand il revient à lui, il fuit le lieu de son crime, monte à bord d'un navire, a le mal de mer, fait naufrage dans la plus terrible des tempêtes, nage jusqu'à la côte et s'effondre, épuisé, sur une île déserte.
À nouveau il s'endort. Mais cette fois son réveil est meilleur. Son cauchemar est terminé, il ne lui laisse qu'un léger mal de tête, que le premier sourire de sa petite fille dissipera, quand, pleinement redevenu lui-même, il s'empresse de lui donner la nouvelle poupée.